# Кирмачи (Красногвардейский район)
Кирмачи́ (укр. Кірмачи, крымскотат. Qırmaçı, Къырмачы) — исчезнувшее село в Красногвардейском районе Республики Крым, располагавшееся в центре района, на месте современного села Ленинское.

## История
Первое документальное упоминание селения встречается в Камеральном Описании Крыма… 1784 года, судя по которому, в последний период Крымского ханства Кырмаджи входил в Ашага Ичкийский кадылык Акмечетского каймаканства. После присоединения Крыма к России (8) 19 апреля 1783 года, (8) 19 февраля 1784 года, именным указом Екатерины II сенату, на территории бывшего Крымского Ханства была образована Таврическая область и деревня была приписана к Перекопскому уезду. После Павловских реформ, с 1796 по 1802 год, входила в Акмечетский уезд Новороссийской губернии. По новому административному делению, после создания 8 (20) октября 1802 года Таврической губернии, Кирманчи был включён в состав Кучук-Кабачской волости Перекопского уезда.
По Ведомости о всех селениях, в Перекопском уезде состоящих… от 21 октября 1805 года в деревне Кирманчи числилось 6 дворов, в которых проживало 46 крымских татар, 2 двора крымских цыган (14 человек) и 5 ясыров, земля принадлежала мечети и жителям деревни. На военно-топографической карте генерал-майора Мухина 1817 года деревня Кермачи обозначена с 6 дворами. После реформы волостного деления 1829 года Кирмачи, согласно «Ведомости о казённых волостях Таврической губернии 1829 года», отнесли к Агъярской волости (переименованной из Кучук-Кабачской). Затем, видимо, вследствие эмиграции крымских татар в Турцию, деревня опустела и на карте 1836 года обозначены уже развалины деревни, как и на карте 1842 года, как и на трёхверстовой карте 1865—1876 года. Уже в 1865 году здесь, на 1000 десятинах купленной земли, поселились лютеране, называвшие свой посёлок также Кир-Байляр или просто Байляр — название Кирмачи в дальнейшем в доступных источниках не встречается.